# Блаце (Коњиц)
Блаце је насељено место у Босни и Херцеговини у општини Коњиц у Херцеговачко-неретванском кантону које административно припада Федерацији Босне и Херцеговине. Према прелиминарним резултатима пописа 2013. у несељу нема становника.

## Географија
Насеље Блаце је типично планинско село које се налази на висоравни испод планине Ловнице (огранак Бјелашнице) у чијем троуглу су смјештена још и села Чуховићи и Врдоље. Надморска висина насеља је 1215 м.
На североисточној страни насеља лежи Блатачко језеро на надморској висини 1.156 м, а око њега на седам локалитета распоређене су некрополе са стећцима. Са источне и јужне стране насеља простире се велики кањон Ракитнице, преко којег се пружа поглед на врхове Височице.
У Просторном плану СР БиХ из 1980. године, Блатачко језеро и насеље Блаце са површином од 2 ha евидентирани су као резерват природе локалне вредности, II степен заштите.

## Историја
У последњем рату насеље је нападнуто 15. маја 1992. од припадника Армије БиХ са намером да се по сваку цену овај део Херцеговине етнички очисти од српског становништва. На тим просторима Херцеговине егзистирала је нова, хрватска, државна творевина прокламована као Херцег-Босна. Приликом напада на Блаце, убијено је, на веома бестијалан начин, више недужних жена и старијих мушкараца. Неколико ухвачених мештана отерано у логоре. У нападу је учествовала и специјална јединица „Акрепи“. Сва имовина мештана насеља Блаце је опљачкана, спаљена и уништена, а на српском православном гробљу срушена црквена капела.

## Становништво
По последњем службеном попису становништва из 1991. године у насељу Блаце живео је 21. становник. Сви становници су били Срби. Према попису из 2013. у Блацу нема становника.

### Кретање броја становника по пописима
| година пописа  | 1948. | 1953. | 1961. | 1971. | 1981. | 1991. | 2013. |
| бр. становника | —     | —     | 177   | 142   | 39    | 21    | 0     |